# Pac & Pal
Pac & Pal, conosciuto anche come Pac-Man & Chomp Chomp, è il sesto videogioco della serie di Pac-Man. Fu pubblicato dalla Namco nel 1983.

## Modalità di gioco
Pac & Pal si discosta dalla tradizione riagganciandosi al filone di Super Pac-Man. Infatti neanche in questo capitolo troviamo le palline da mangiare ma, in linea con il gameplay di Super Pac-Man, ci troviamo di fronte zone bloccate da sbloccare per poter mangiare gli elementi che contengono.
Ci sono però numerose novità:
- Le zone non si sbloccano più con le chiavi ma con le carte. Questa carte una volta prese mostreranno l'oggetto liberato (per esempio la carta con una fragola indicherà che la zona contenente la fragola è ora libera.
- Oltre ai fantasmi ora c'è un altro antagonista, si tratta appunto di Pal il quale cercherà di catturare la frutta liberata prima di voi. Una volta che l'avrà presa Pal si dirigerà verso la tana dei fantasmi e voi dovrete lanciarvi in un inseguimento per bloccarlo prima del suo arrivo, tutto naturalmente evitando i fantasmi.

- Il power up che permette a Pac Man di ingoiare i fantasmi è stato sostituito con uno nuovo, raffigurato come una navicella nemica in Galaxian[1]. Quando Pac Man lo prende, potrà, per un tempo limitato, sputare dei raggi sui fantasmi che li rende temporaneamente inoffensivi. Una volta ripresi, i fantasmi torneranno alla base dopo vi resteranno per breve tempo e subito dopo riprendere l'inseguimento.

Se il giocatore riesce a catturare tutti gli oggetti prima di Pal riceverà un sostanzioso bonus per il suo Perfect (nei videogiochi di tipo picchiaduro ad incontri per Perfect s'intende la vittoria del round senza aver subito il minimo danno; il termine è stato coniato dalla saga Street Fighter).

### Schermo Bonus
Ogni circa due livelli il giocatore dovrà affrontare uno stage bonus. Lo scopo di questo schermo è scoprire più carte possibili. Fra le carte però sono nascosti anche Pal, che ci sottrarrà parte del bonus, e un fantasma, che porrà fine al bonus.

## Colonna sonora
Pac & Pal è il primo gioco di Pac-Man ad avere una musica di sottofondo durante la partita.